# Saint-Sauveur (Finisterre)
 Saint-Sauveur  (en bretón An Dre-Nevez) es una población y comuna francesa, situada en la región de Bretaña, departamento de Finisterre, en el distrito de Morlaix y cantón de Sizun.

## Demografía
| 806 | 734 | 646 | 635 | 654 | 636 |
| Para los censos de 1962 a 1999 la población legal corresponde a la población sin duplicidades (Fuente: INSEE [Consultar]) |     |     |     |     |     |